# Phyllonorycter olympica
Phyllonorycter olympica is een vlinder uit de familie mineermotten (Gracillariidae). De wetenschappelijke naam is voor het eerst geldig gepubliceerd in 1983 door Deschka.
De soort komt voor in Europa.